# Svjetska baština u Brazilu
Kronološki popis svjetske baštine u Brazilu po godini upisa na UNESCO-ovu listu:
1. 1980. – Stari dio grada Ouro Preto
2. 1982. – Stari dio grada Olinda
3. 1984. – Nacionalni park Iguaçu
4. 1984. – Isusovačke misije Guarana: ruševine São Miguel das Missões (zajedno s Argentinom)
5. 1985. – Povijesni centar Salvador da Bahia
6. 1985. – Hodočasnička crkva "Dobrog Isusa" u Congonhasu, Bom Jesus do Congonhas
7. 1987. – Glavni grad Brazila, Brasília
8. 1991. – Nacionalni park Serra da Capivara s crtežima na stijenama
9. 1997. – Povijesna gradska jezgra São Luís do Maranhão
10. 1999. – Povijesno središte Diamantine
11. 1999. – Područje kišnih šuma Costa do Descobrimento
12. 1999. – Jugoistočni šumski atlantski rezervati (Serra do Mar)
13. 2000. – Zaštićena područja središnjeg Amazona s nacionalnim parkom Jaú
14. 2000. – Zaštićeno vlažno područje Pantanal
15. 2001. – Povijesno središte Goiás Velha
16. 2001. – Nacionalni parkovi Chapada dos Veadeiros i Emas
17. 2001. – Otočni rezervat Fernando de Noronha i Atol das Rocas
18. 2010. – Trg sv. Franje u São Cristóvãu
19. 2012. - Rio de Janeiro: Carioca krajolici između planine i mora
20. 2016. - Moderni sklop Pampulhe
21. 2017. - Arheološki lokalitet Valongo pristaništa
22. 2019. - Paraty i Ilha Grande - kultura i bioraznolikost
23. 2021. - Sítio Roberto Burle Marx

## Popis predložene svjetske baštine Brazila
1. 1996. - Samostan sv. Benedikta u Rio de Janeiru
2. 1996. - Palača Gustavo Capanema, Rio de Janeiro
3. 1996. - Nacionalni park Serra da Bocaina
4. 1996. - Nacionalni park Pico da Neblina
5. 1996. - Ekološka postaja Taim
6. 1996. - Ekološka postaja Raso da Catarina
7. 1998. - Ekološka postaja Anavilhanas
8. 1998. - Klanac rijeke Peruaçu
9. 1998. - Zaštićeno područje Cavernas do Peruaçu
10. 1998. - Nacionalni park Serra da Canastra
11. 1998. - Nacionalni park Serra do Divisor
12. 1998. - Savezno područje za zaštitu okoliša Cavernas do Peruaçu (Državni park Veredas Do Peruaçu)
13. 1998. - Nacionalni park Serra da Capivara i trajna područja očuvanja (proširenje)
14. 2014. - Kulturni krajolik Paranapiacaba
15. 2014. - Ver-o-Peso
16. 2015. - Kazalište Amazonas i Kazalište mira
17. 2015. - Skupina brazilskih utvrda
18. 2015. - Prirodni spomenik monolita Quixadá
19. 2015. - Geoglifi Acre
20. 2015. - Itacoatiara Ingá
21. 2017. - Nacionalni park Lençóis Maranhenses

## Poveznice
- Popis mjesta svjetske baštine u Americi